# Повітряний змій

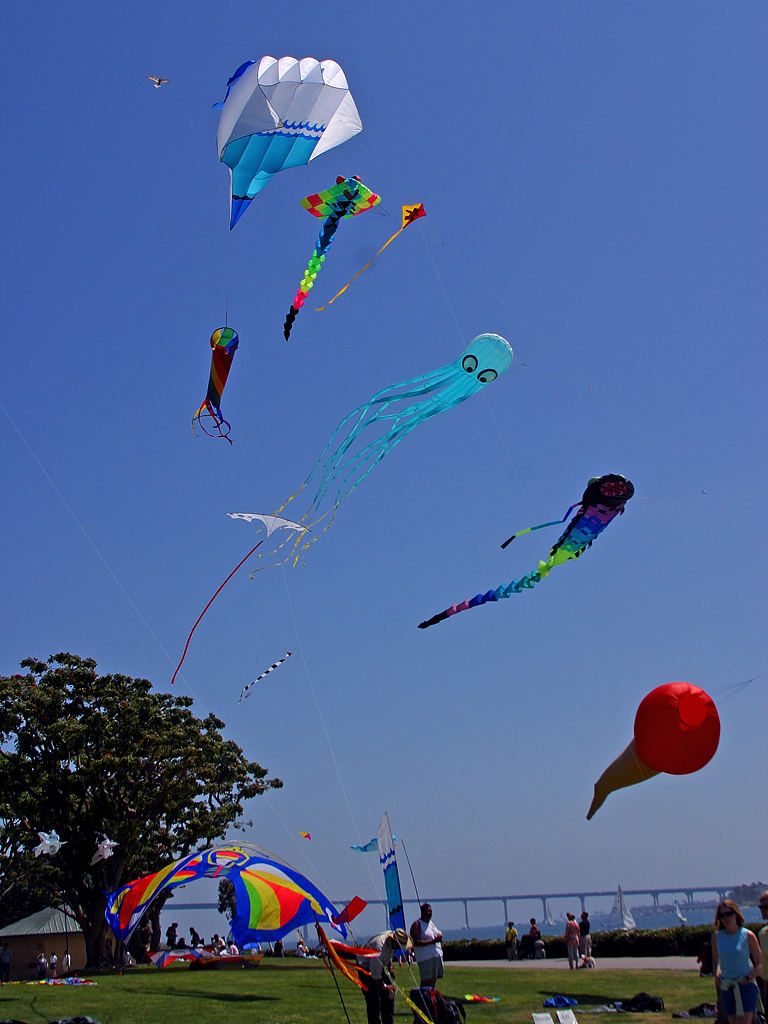
Повітряні змії на фестивалі зміїв

Пові́тряний змій або літун — прив'язний літальний апарат, підтримуваний у повітрі тиском вітру на поверхню, поставлену під певним кутом до напрямку вітру. Винайдений в Китаї понад 2 тисячі років тому.
Великий безкаркасний повітряний змій, призначений для транспортування людини, в українській мові зветься кайт (від англ. kite — повітряний змій).

## Історія

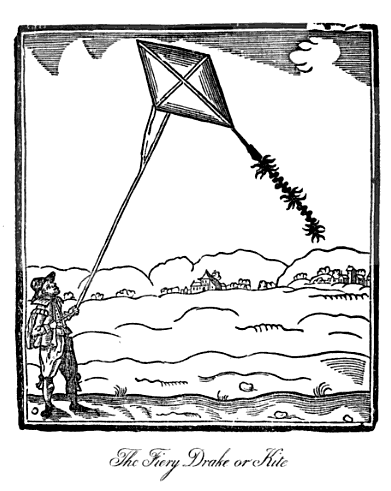
Ілюстрація з книжки 1635 року «Таємниці природи та мистецтва»

Перші згадки про повітряних зміїв зустрічаються ще в II столітті до н. е., в Китаї (так званий змій-дракон).
Повітряні змії стали відомими в Європі у пізньому середньовіччі. У ХІІІ столітті їх описав Марко Поло в своїй книзі про подорож до Китаю. У ранньомодерну добу, в XVI—XVII століттях, португальські та голландські моряки привезли до своїх країн перші зразки повітряних зміїв з Японії та Малайзії. Спершу європейці сприймали зміїв як цікаві незвичні іграшки, але у XVIII—XIX століттях стали використовувати їх як машини у своїх наукових дослідах.

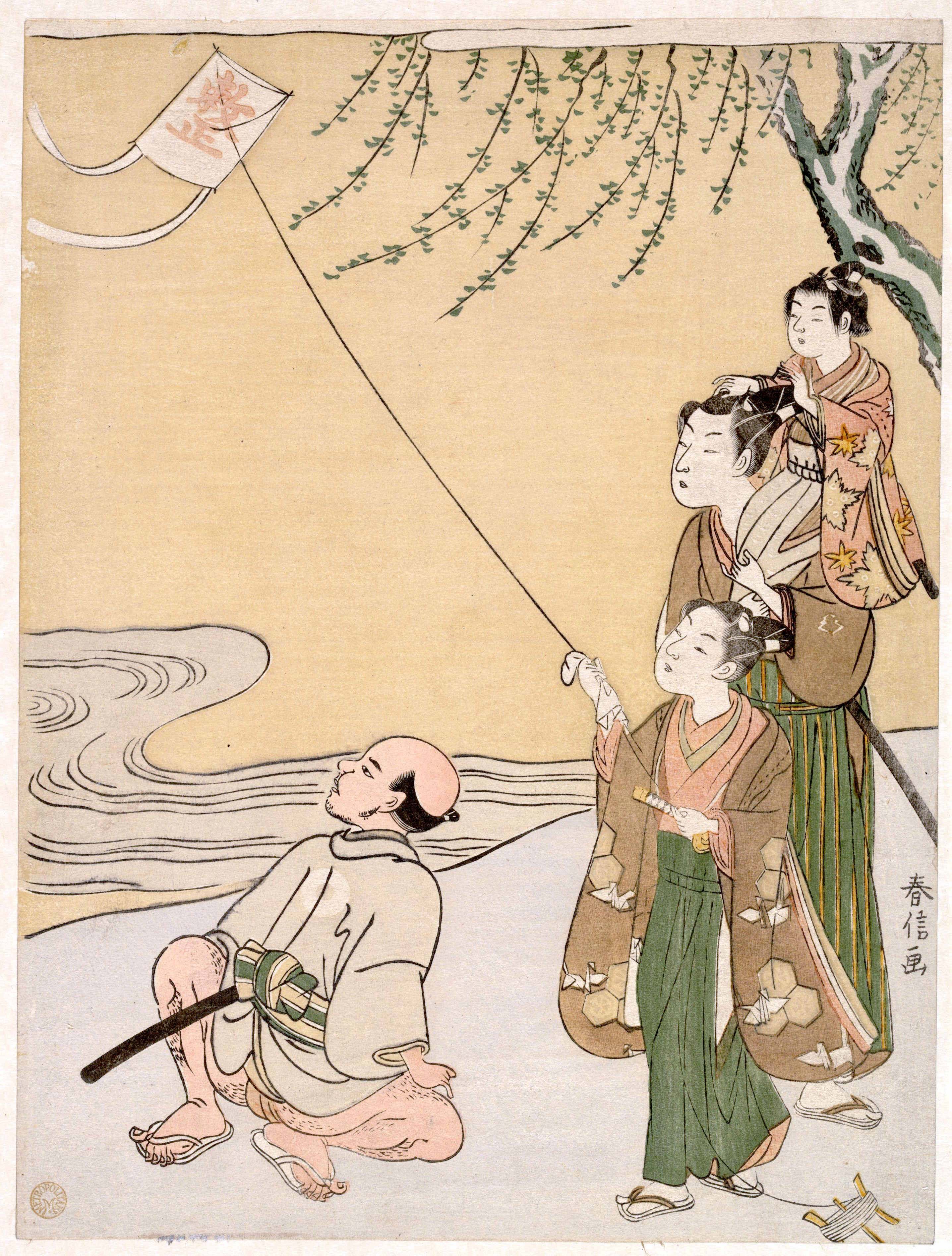
Повітряний змій у Японії

З другої половини XVIII ст. повітряних зміїв використовували при проведенні наукових досліджень атмосфери. У 1749 р. А. Вільсон за допомогою повітряного змія вимірював температуру повітря на висоті. У 1752 р. Б. Франклін провів експеримент, в якому за допомогою змія виявив електричну природу блискавки і згодом завдяки отриманим результатам винайшов громовідвід. М. В. Ломоносов проводив аналогічні експерименти і незалежно від Франкліна прийшов до таких самих результатів. Дослідження атмосферної електрики за допомогою зміїв були надзвичайно небезпечними: 26 червня 1753 року при запуску змія в грозу загинув колега Ломоносова, академік Г. В. Ріхман.
У XIX столітті змії також широко застосовувалися для метеорологічних спостережень.
На початку XX століття повітряні змії зробили свій внесок у створення радіо. О. С. Попов використовував змії для піднімання антен на значну висоту.
Важливо відзначити використання повітряних зміїв при розробці перших літаків. Зокрема, О. Ф. Можайський, перш ніж почати будівництво свого літака, провів серію випробувань з повітряними зміями, яких тягла упряжка коней. На підставі результатів цих випробувань було вибрано розміри літака, які повинні були забезпечити йому достатню підіймальну силу.
Практичні можливості повітряного змія привертали увагу військових. У 1848 р. К. І. Константинов розробив систему порятунку суден, що терплять лихо поблизу берега, за допомогою повітряних зміїв. Під час першої світової війни війська різних країн застосовували змії для піднімання на висоту спостерігачів-корегувальників артилерійського вогню, розвідування ворожих позицій.

## Конструкція

### Крило
Крило забезпечує необхідну для утримання змія у повітрі підйомну силу. Крило виготовляють з непроникних для повітря матеріалів залежно від розміру змія: паперу (малі змії), синтетичної плівки (середні змії), синтетичної тканини (великі змії) або синтетичної армованої тканини (надвеликі змії).

### Вуздечка
Вуздечка забезпечує утримання змія, необхідний для польоту кут атаки, можливості керування змієм та його використання при різних силах вітру. За числом місць кріплення вуздечки поділяються на:
- з одним місцем кріплення — не дозволяє керування змієм;
- з двома місцями кріплення — дозволяє змінювати кут нахилу крила ліворуч-праворуч з відповідним ухилянням змія.
- з трьома місцями кріплення — дозволяє змінювати кут нахилу змія ліворуч-праворуч та кут атаки;
- з чотирма місцями кріплення — дозволяє змінювати кут нахилу та кут атаки кожного з крил змія ліворуч-праворуч для виконання складних пілотажних фігур.

Кожне з місць кріплення має власний леєр.
Для зміїв з одним та двома місцями кріплення вуздечка облаштовується регулятором кута атаки, зазвичай виконаного як серія вузликів для визначення місць приєднання леєра.

### Хвіст
Хвіст забезпечує прийнятну стабільність польоту зміїв і є декоративним елементом.

## Різновиди зміїв

### Каркасні змії

#### Конструкція
Каркасний змій має легкий каркас, який забезпечує утримання крила та надання йому необхідної форми. Для каркаса, залежно від розміру та місця виготовлення змія, використовують розщеплений бамбук, соснові рейки, вуглепластикові або алюмінієві трубки та інші легкі і пружні матеріали.
Крило каркасних зміїв звичайно одношарове, що не дозволяє отримати аеродинамічний профіль високої якості, тому такі змії за підйомною силою поступаються безкаркасним зміям зі сформованим профілем крила.

#### Прямокутний змій
Прямокутний змій має каркас з двох схрещених ребер, які утримують крило у формі прямокутника. Облаштовується хвостом.
Характеризується низькою стабільністю польоту і підйомного силою, але завдяки простоті і малій масі каркаса може використовуватись в слабкий вітер.

#### Ромбоподібний змій
Ромбоподібний змій має каркас з двох схрещених ребер, які утримують крило у формі дельтоїда. Передній трикутник крила змія завжди менший у висоту. Ромбоподібний змій звичайно облаштовується хвостом.
Характеризується прийнятною стабільністю польоту і підйомною силою.

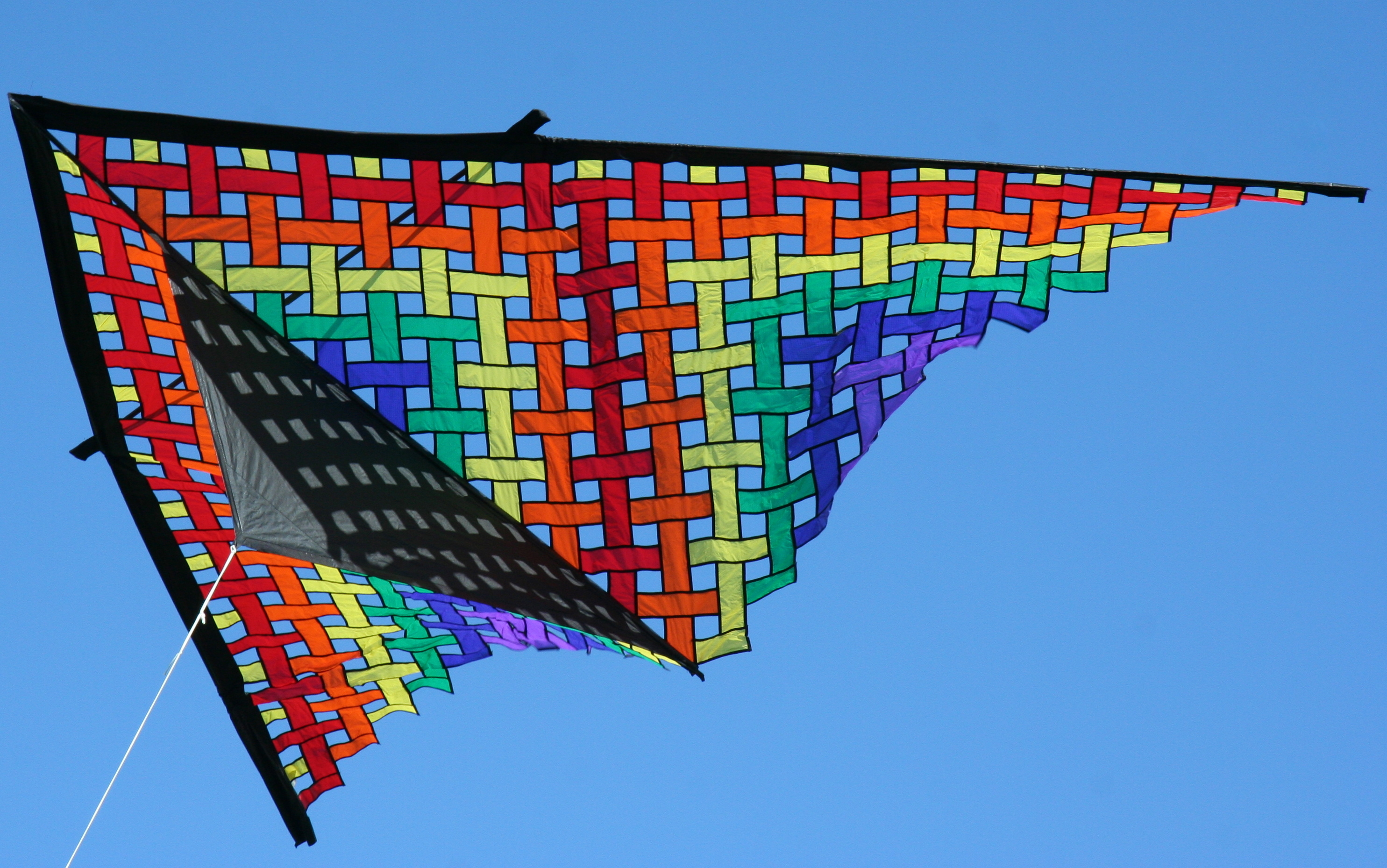
Дельта-змій

#### Дельта-змій
Дельта-змій має конструкцію, наближену до дельтаплана. Каркас складається з чотирьох (в окремих випадках — п'яти) ребер — центрального поздовжнього, яке утримує центральні передню і задню точки крила, поперечного (або поперечних для п'яти ребер), яке утримує бокові ребра, і власне бокових ребер, які утримують передні кромки крила. Бокові ребра звичайно не приєднуються до переднього краю центрального поздовжнього ребра, що робить конструкцію змія напівжорсткою.
Характеризується високою стабільністю польоту без хвоста і прийнятною підйомною силою. Призначений для використання в умовах відносно сильного вітру.

Роккаку-змій

#### Роккаку-змій
Роккаку-змій має каркас з одного поздовжнього і двох поперечних ребер, які утримують крило у формі видовженого у поздовжньому напрямку шестикутника. Поперечні ребра додатково вигинаються стяжками животом донизу для покращення стабільності польоту (заднє — більшою мірою).
Характеризується доброю стабільністю польоту і підйомного силою, але чуттєвий до жорсткості каркаса. Призначений для використання в умовах слабкого вітру.

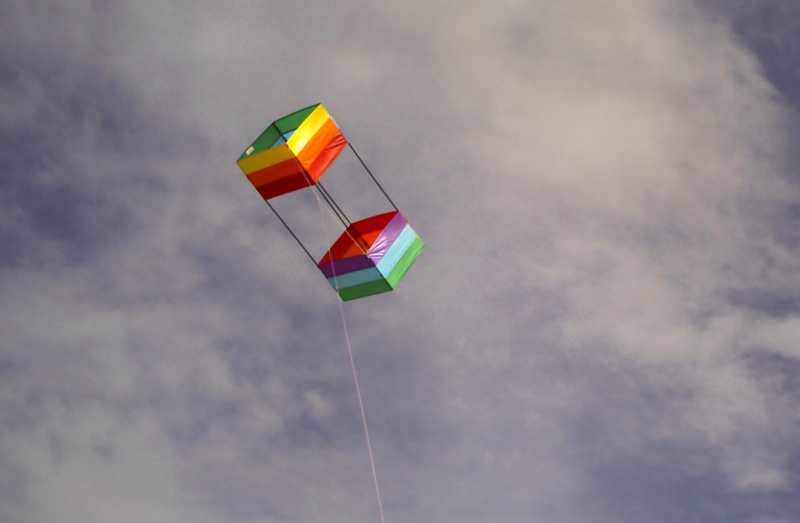
Коробчатий змій

#### Коробчатий змій
Коробчатий змій складається з каркаса, утвореного чотирма поздовжніми ребрами паралелепіпеду і скріплених хрестоподібними розпірками. Поздовжні ребра несуть два прямокутних крила.
Існує модифікована версія змія з додатковими боковими трикутними крилами, які кріпляться на бокові поздовжні рейки і розносять передньою горизонтальною рейкою хрестовини.
Характеризується високою стабільністю польоту в широкому діапазоні швидкостей вітру. Змій з додатковими боковим крилами має збільшену підйомну силу.

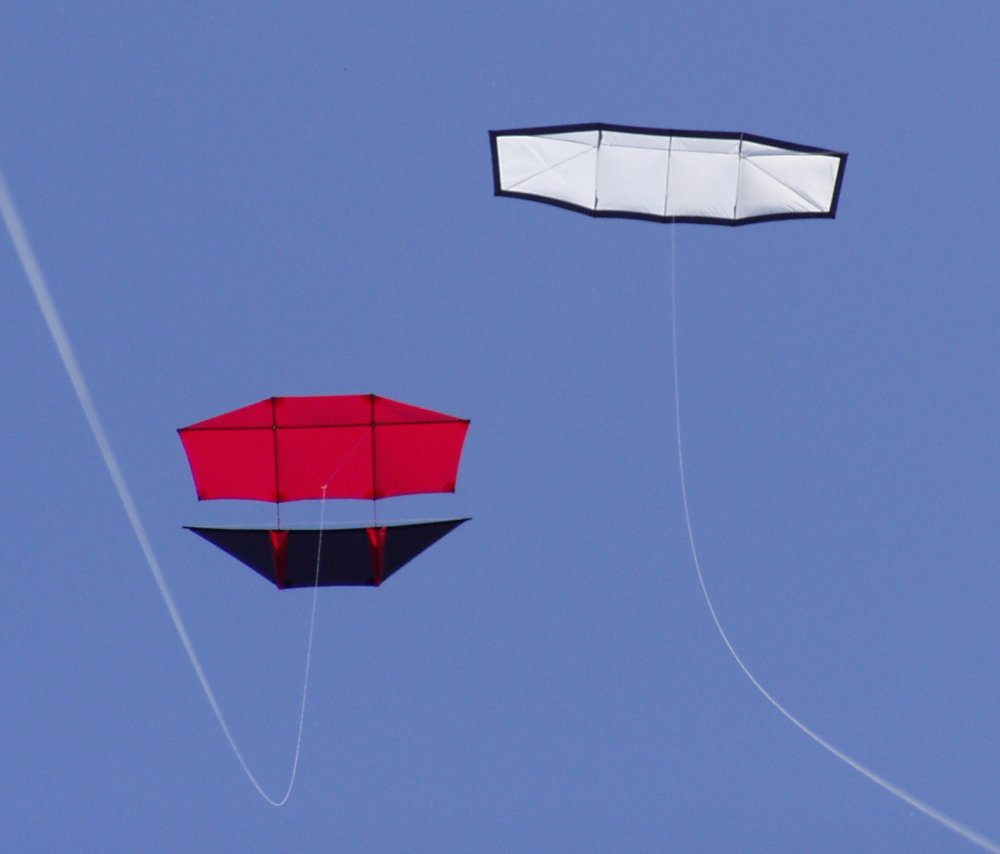
Змії Genki (праворуч) та DoPeRo (ліворуч)

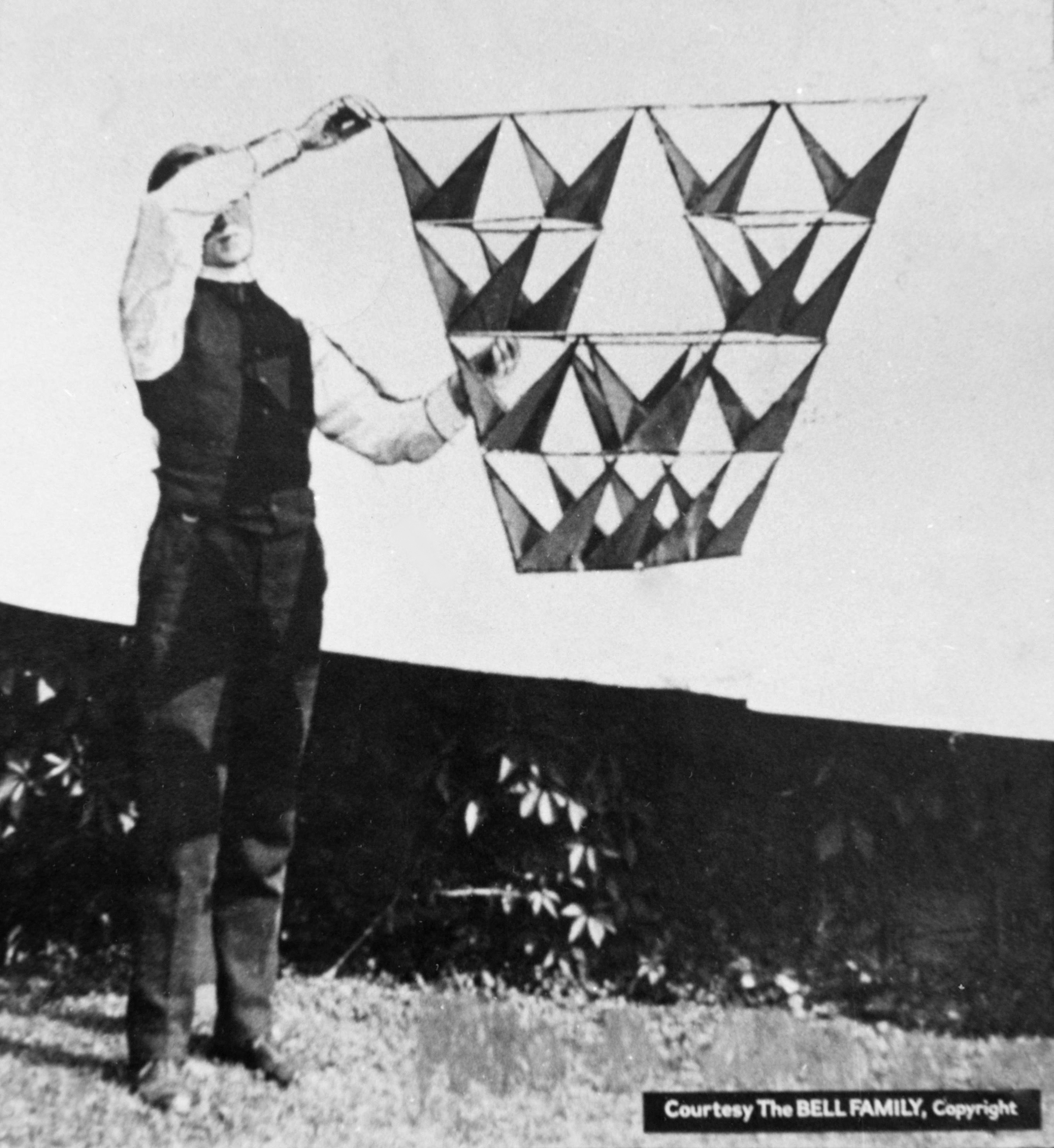
Чотиригранний змій Александра Белла

#### Інші конструкції
Конструктори зміїв пропонують конструкції, які поєднують відомі рішення, дозволяють отримати кращі льотні якості або втілити оригінальні дизайнерські задуми.
Чотиригранний змій Александра Белла складався з багатьох елементів, які загалом утворювали клітинну структуру у формі тетраедра.
Змій Delta-box є гібридним дельта- та коробчатих зміїв. Він характеризуються високими аеродинамічними якостями і високою стабільністю польоту, використовуються в середній або сильний вітер.
Змій DoPeRo є модифікацією роккаку і має розрізне крило. Змій Genki має крило, видовжене у поперечному напрямку. Змії характеризуються високими аеродинамічними якостями і використовуються в слабкий або середній вітер.

Безкаркасний змій

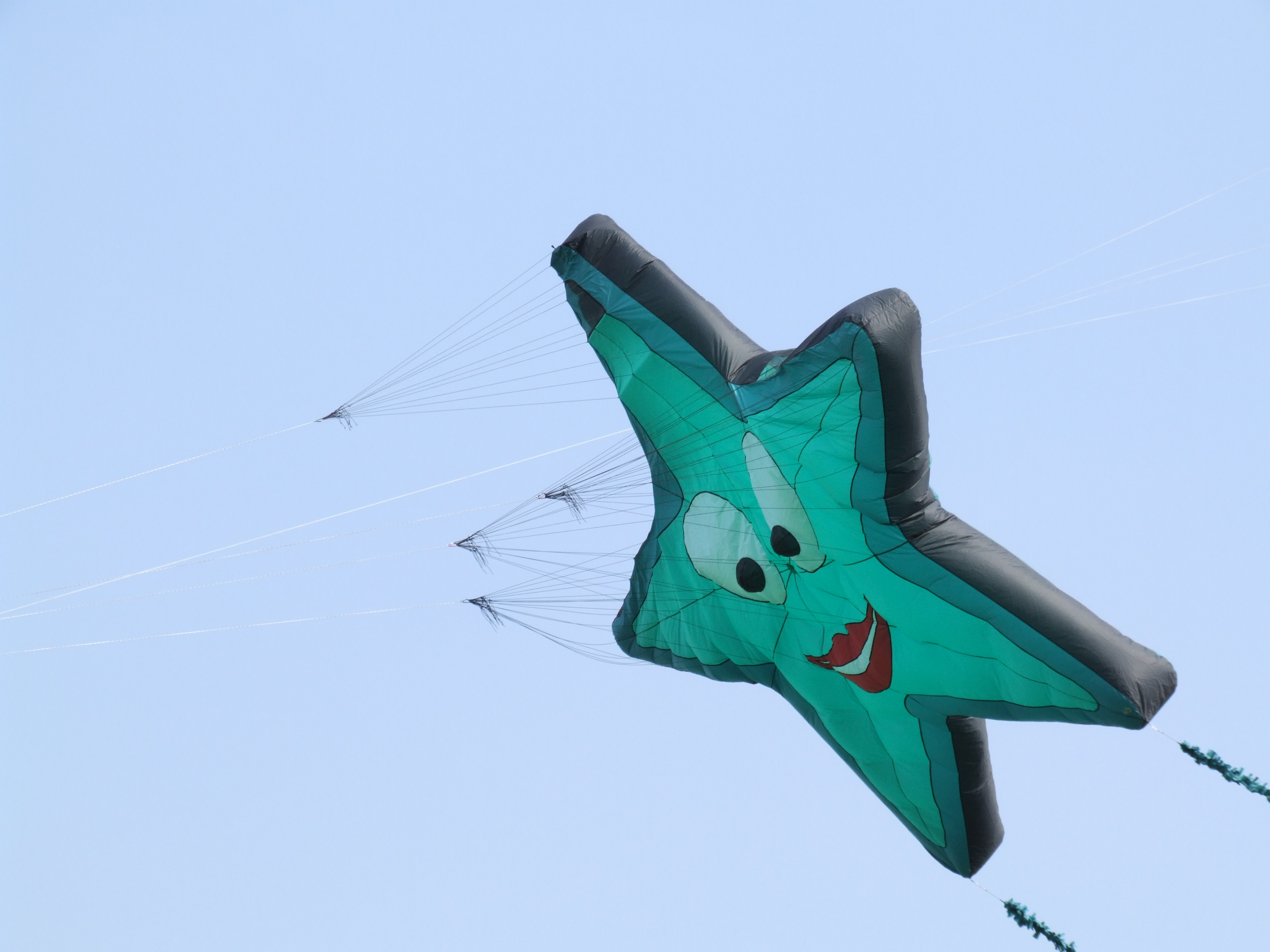
Безкаркасний змій у формі зірки

### Безкаркасні змії
Безкаркасний змій набуває необхідної жорсткості за рахунок тиску, який попередньо створюється у герметичному балоні або набігаючим повітрям у мішкоподібній оболонці під час використання. Його форма забезпечується складною системою внутрішніх перегородок і вуздечки.
За рахунок об'ємної структури крила та геометрії поперечного перерізу профілю такі змії мають відносно високі показники питомої підйомної сили на одиницю площі приблизно в 2 рази більшу за кращі зразки каркасних зміїв, що дозволяє їх використання як тяглових у спорті, для підйому спеціального обладнання або інших безкаркасних зміїв.
Безкаркасний змій зручний для транспортування, але складний у виготовленні та налаштуванні.
Розмір безкаркасних зміїв може сягати десятків метрів.

### Некеровані змії
Некеровані змії завжди мають вуздечку з одним місцем кріплення леєра. Тим не менше, такі змії можуть облаштовуватись спеціальними засобами, що дозволяють автоматично змінювати кут атаки змія при зміні сили вітру.
Завдяки застосуванню лише одного леєра такі змії нечутливі до якості леєра і можуть підніматись на сотні метрів.

### Керовані змії
Керовані змії мають вуздечку з декількома місцями кріплення леєра, що дозволяє виконувати окремі пілотажні фігури. Керованість змія досягається за рахунок зміни кутів атаки окремо для лівої або правої частин крила або перерозподілу сили утримання між різними точками кріплення.
Через застосуванню декількох леєрів такі змії чутливі до якості леєра і не можуть підніматись на значні висоти.

## Аеродинаміка

### Підйомна сила
Підйомна сила — сила, з якою повітряний змій тягне вертикально вгору. Підйомна сила залежить від площі поверхні крила змія, швидкості вітру, кута атаки поверхні змія по відношенню до напрямку вітру. Обчислюється за формулою {\displaystyle m=0,04*V^{2}*S}, де m — підйомна сила (кгс), 0,04 — розрахований коефіцієнт (для кута атаки 10-15°), V — швидкість вітру (м/с), S — площа крила (м²).
Несуча поверхня змія є крилом. За інших рівних умов крило з більшим подовженням (відношенням квадрату поперечної довжини до площі крила, в англомовний літературі англ. high aspect ratio) характеризується кращою аеродинамічною якістю і створює відносно більшу підйомну силу, але меншу стабільність польоту. Як наслідок, окремі сучасні змії, де це можливо, облаштовуються розрізним крилом (ромбоподібний, рокаку) для збільшення підйомної сили. Розрізні крила також має коробчастий змій. Такі крила дозволяють використовувати зміїв у більш широкому діапазоні сили вітру.

### Стабільність
Стабільність польоту визначається відсутністю рискання змія і досягається приєднанням хвоста, наявністю поздодовжніх вертикальних поверхонь крила, сформованих конструктивно (наприклад, як у коробчатих та дельтоподібних зміїв з кілем) або утворюваних деформацією несучих поверхонь під дією вітру (наприклад, як у ромбоподібних та дельтоподібних зміїв), або деформації каркаса (наприклад, як у зміїв рокаку). За інших рівних умов більшу стабільнісь мають змії з меншим подовженням крила, але вони створюють меншу підйомна силу.

## Дизайн зміїв
При виготовленні зміїв звичайно використовують яскраві кольори: жовтий, жовтогарячий, червоний, блакитний, синій. Добре виглядають змії, в яких використовується декілька близьких кольорів з поступовою зміною насиченості, наприклад: жовтий, жовтогарячий, червоний тощо. Зелений колір та його відтінки зустрічаються рідко.
Форма змія та рисунок на ньому можуть імітувати птахів, геометричні фігури, окремі побутові предмети тощо.

## Повітряні змії в культурі
Конструювання повітряних зміїв — поширений напрям технічної творчості.
Повітряні змії використовуються для аерофотозйомки, дозвілля та популярні як дитяча іграшка.
Наприкінці 1970-х Мікеланджело Антоніоні планував зняти фільм «Притча про паперового змія».
Друга неділя жовтня — Всесвітній день повітряних зміїв (World Kite Day).